# تیغ‌پشمی سفید
تیغ پشمی سفید (نام علمی: Deuterocohnia brevifolia) نام یک گونه از تیره آناناسیان است.